# 重氮乙酸乙酯
重氮乙酸乙酯，化学式N=N=CHC(O)OC2H5，是一种重氮化合物，也是有机化学试剂。它是由西奥多·库尔提斯在1883年发现的。重氮乙酸乙酯可以通过甘氨酸乙酯、亚硝酸钠和乙酸钠在水中反应而成。
作为一种卡宾的前体，重氮乙酸乙酯可用于烯烃的环丙烷化。
尽管重氮乙酸乙酯危险，但它在化学工业中用作曲伐沙星的前体。重氮乙酸乙酯的工业安全处理程序已经公布。